# 스타우로마토돈
스타우로마토돈(Stauromatodon, 학명: Stauromatodon mohli)는 악어목 피토사우루스과에 속하는 악어이다. 지금은 멸종된 종으로서 전체적인 몸길이가 4~6m인 거대한 악어에 속한다.

## 특징
스타우로마토돈은 멸종된 디아프류 파충류 속이며 독일 트라이아스기 중기의 엘푸르트 지층에 사는 사우로스파르기스과와 관련이 있을 수 있다.그것은 스타우로마토돈 몰리라는 단일 종을 포함하고 있다. 스타우로마토돈은 피토사우루스과에 속하는 악어의 한 종류답게 육식의 먹이와 채식의 먹이를 모두 소화할 수가 있는 잘 발달된 위장을 가졌을 종으로 추측된다. 잘 발달된 뒷다리와 발에 있는 물갈퀴는 지상에서의 보행과 물속에서의 유용을 모두 신속하게 할 수가 있도록 했으며 꼬리까지도 매우 길게 발달되어 있다. 양턱에는 총 20개의 날카로운 이빨들이 나 있다. 먹이로는 당대에 서식했던 물고기, 갑각류를 포함하는 육식성의 먹이와 수생식물과 같은 초식성의 먹이를 모두 섭이했던 잡식성의 악어로 추정되는 종이다.

## 생존시기와 서식지와 화석의 발견
스타우로마토돈이 생존했었던 시기는 중생대의 트라이아스기 후기로서 지금으로부터 2억년전~1억 8000만년전에 생존했었던 종이다. 생존했었던 시기에는 유럽을 중심으로 하는 강이나 호수에서 주로 서식했었던 악어이다. 화석의 발견은 2021년에 유럽의 국가 중에 하나인 독일의 트라이아스기에 형성된 지층에서 독일의 고생물학자들에 의하여 처음으로 화석이 발견되어 새롭게 명명된 종이다.

## 같이 보기
- 파충류
- 중생대
- 트라이아스기
- 기룡
- 화석